# 阿塞里爾縣

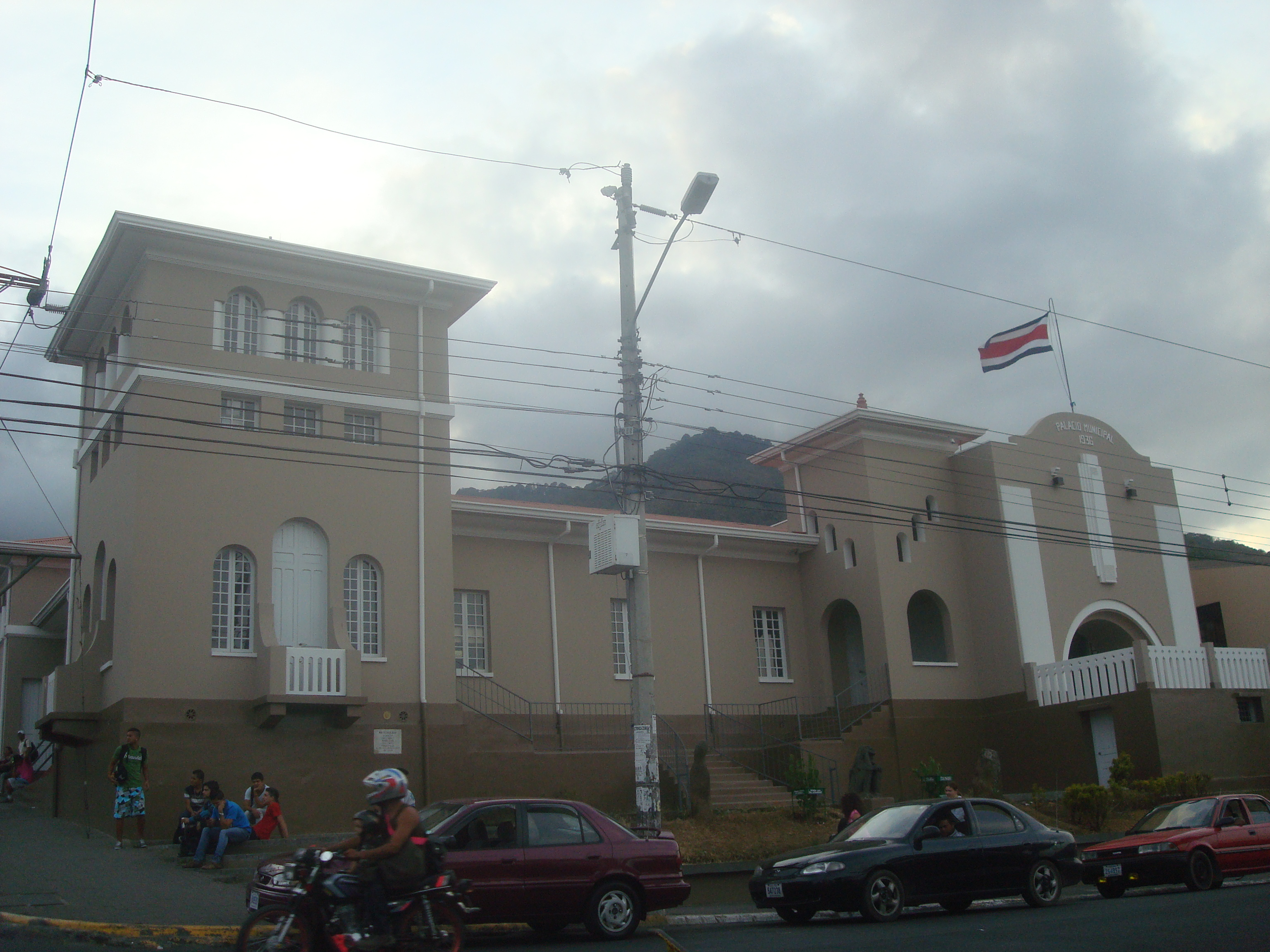

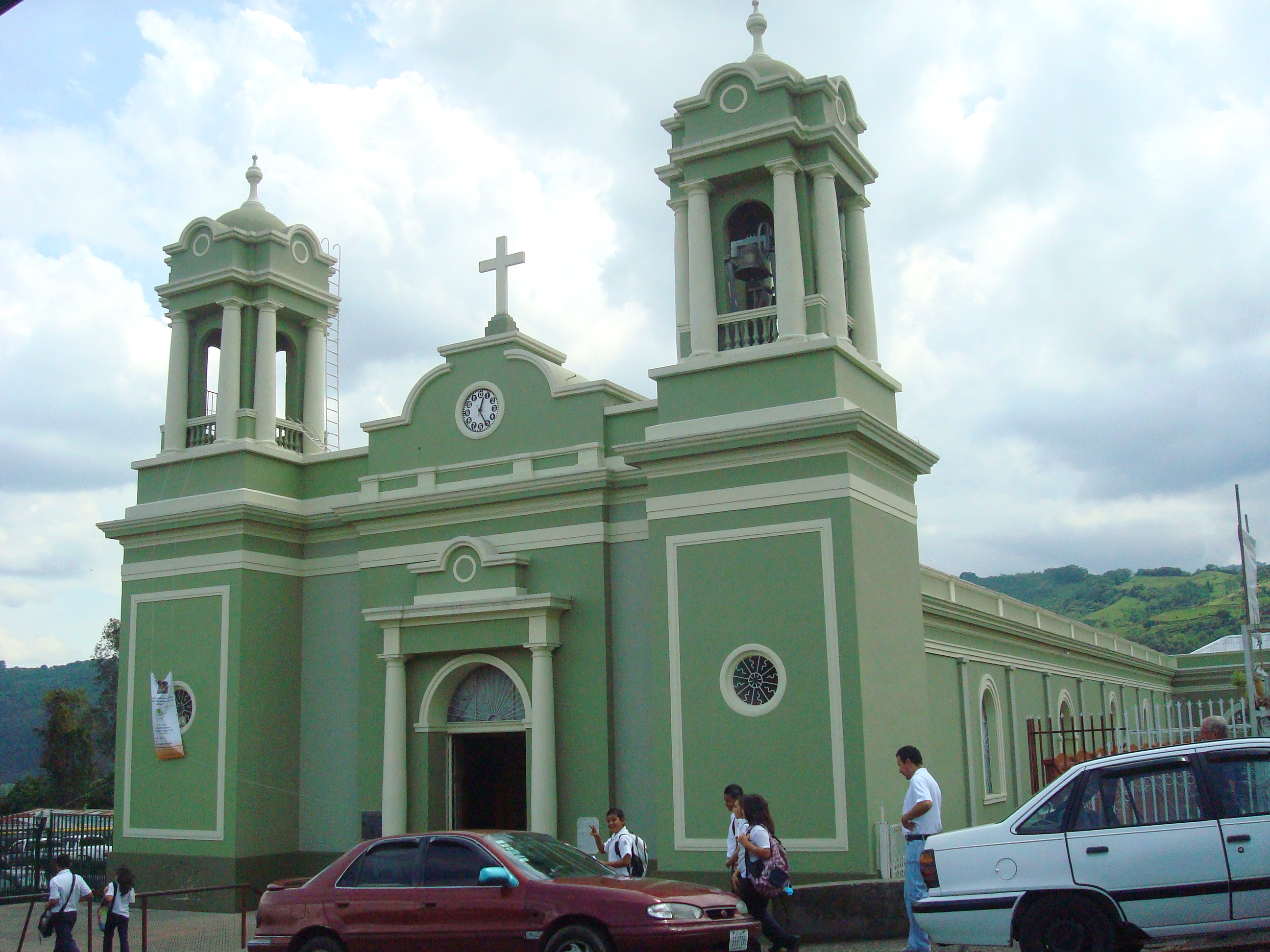

阿塞里爾縣（西班牙語：Cantón de Aserrí），是哥斯達黎加的縣份，位於該國中部，由聖何塞省負責管轄，首府設於阿塞里，始建於1882年11月27日，面積167.1平方公里，2011年人口57,892人，人口密度每平方公里346.45人。
9°44′50″N 84°8′43″W / 9.74722°N 84.14528°W